# Karkonosze

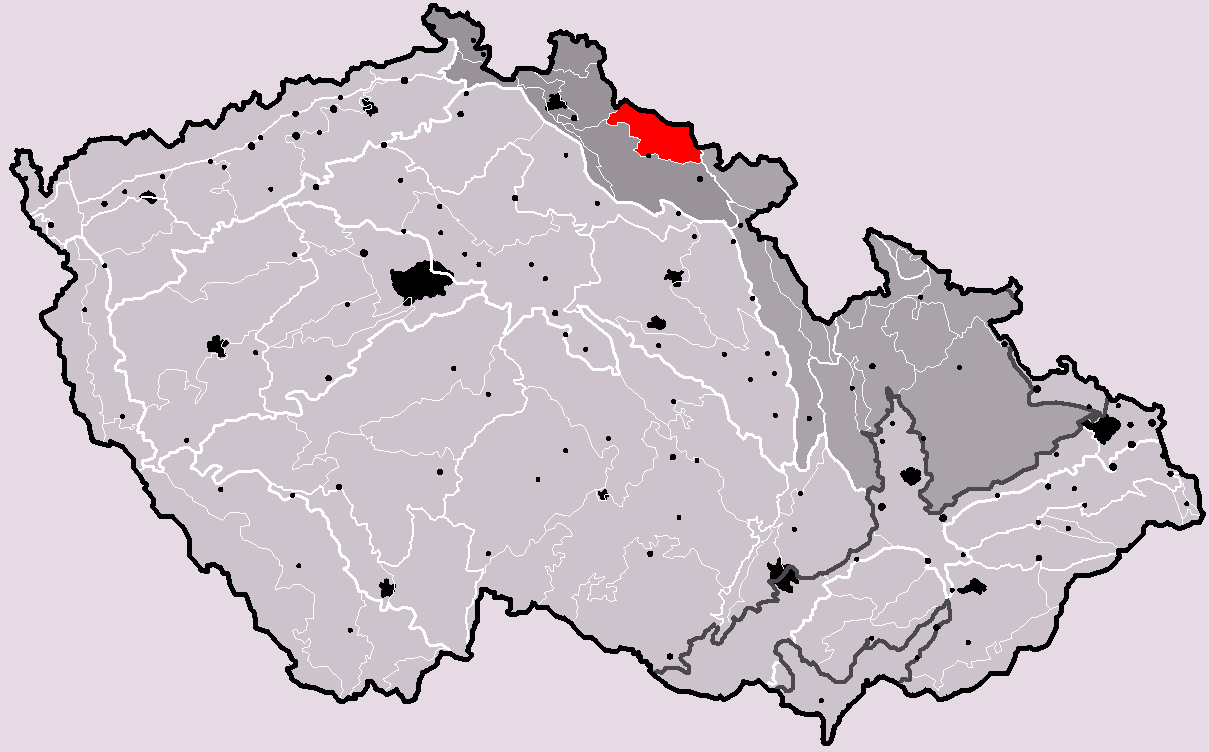
Położenie Karkonoszy na mapie Czech

Karkonosze (pol. n. tradyc. do 1946 Góry Olbrzymie, również Karkonosze, cz. Krkonoše, w dialekcie północnowschodnioczeskim Kerkonoše, śl.-niem. Riesageberge, niem. Riesengebirge, ang. Giant Mountains) (332,37) – najwyższe pasmo górskie Sudetów i zarazem Czech rozciągające się na przestrzeni ok. 40 km (od Przełęczy Szklarskiej na zachodzie do Przełęczy Lubawskiej na wschodzie). Szerokość pasma waha się od 8 do 20 km. Karkonosze zajmują powierzchnię ok. 650 km², z czego do Polski należy 185 km² czyli 28,46%. Głównym grzbietem oraz Grzbietem Lasockim przebiega granica polsko-czeska. Najwyższym szczytem jest Śnieżka (1603 m n.p.m.) - najwyższy szczyt Czech, Sudetów, województwa dolnośląskiego i Śląska.
Karkonosze należą do Światowej Sieci Rezerwatów Biosfery UNESCO i są chronione poprzez utworzenie na ich terenie Karkonoskiego Parku Narodowego oraz Krkonošského národní parku.

## Położenie Karkonoszy
Karkonosze położone są w Sudetach Zachodnich, stanowiąc ich centralną część. Od północy graniczą z Kotliną Jeleniogórską, od północnego wschodu poprzez Przeł. Kowarską z Rudawami Janowickimi, od wschodu ze wzgórzami Bramy Lubawskiej (Kotliną Kamiennogórską), od południowego wschodu poprzez Przełęcz Lubawską z Górami Kruczymi, od południa z Podgórzem Karkonoskim i od zachodu poprzez Przeł. Szklarską z Górami Izerskimi.

### Przebieg granicy pasma
Zachodnia granica Karkonoszy z Górami Izerskimi przebiega od wsi Horní Sytová (na północny zachód od Jilemnic) wzdłuż rzeki Izery, jej lewego dopływu Mumlawy i Mielnicy do Przełęczy Szklarskiej, a dalej wzdłuż górnego biegu Kamiennej do jej skrętu na wschód.
Granica północna biegnie wzdłuż Kamiennej przez Szklarską Porębę do Piechowic, oddzielając je od Gór Izerskich. Dalej na wschód biegnie ona u podnóża Pogórza Karkonoskiego przez Sobieszów, Podgórzyn, Sosnówkę, Głębock, Miłków, Ścięgny, Krzaczynę do Kowar, cały czas oddzielając je od Kotliny Jeleniogórskiej.
Granica wschodnia biegnie ku SE przez Kowary wzdłuż potoku Jedlicy do Podgórza, gdzie skręca ku wschodowi, osiąga Przełęcz Kowarską i schodzi do górnej części Ogorzelca. Na tym odcinku Karkonosze graniczą z Rudawami Janowickimi. Z Ogorzelca granica skręca na południowy zachód, w górę wzdłuż górnego biegu potoku Świdnik do Rozdroża Kowarskiego. Od Rozdroża Kowarskiego biegnie w dół, najpierw na południe, a później na południowy wschód, wzdłuż potoku Złotna przez Klatkę do Jarkowic. Z Jarkowic biegnie na południe przez Opawę i Niedamirów do miejsca gdzie rzeka Bóbr przekracza granicę państwową. Po stronie czeskiej wschodnia granica biegnie od granicy państwowej przez północne przedmieścia Žacléřa, Lampertice, Bernartice, Křenov do przedmieścia Trutnova – Poříčí. Na wschód od Karkonoszy leżą Wzgórza Bramy Lubawskiej, będące częścią Kotliny Kamiennogórskiej oraz Žacléřská vrchovina.
Granica południowa biegnie od Poříčí przez Trutnov, Mladé Buky, Lánov, Vrchlabí, wsie Víchová nad Jizerou, Horní Sytová, oddzielając je od Podgórza Karkonoskiego.

## Rzeźba Karkonoszy

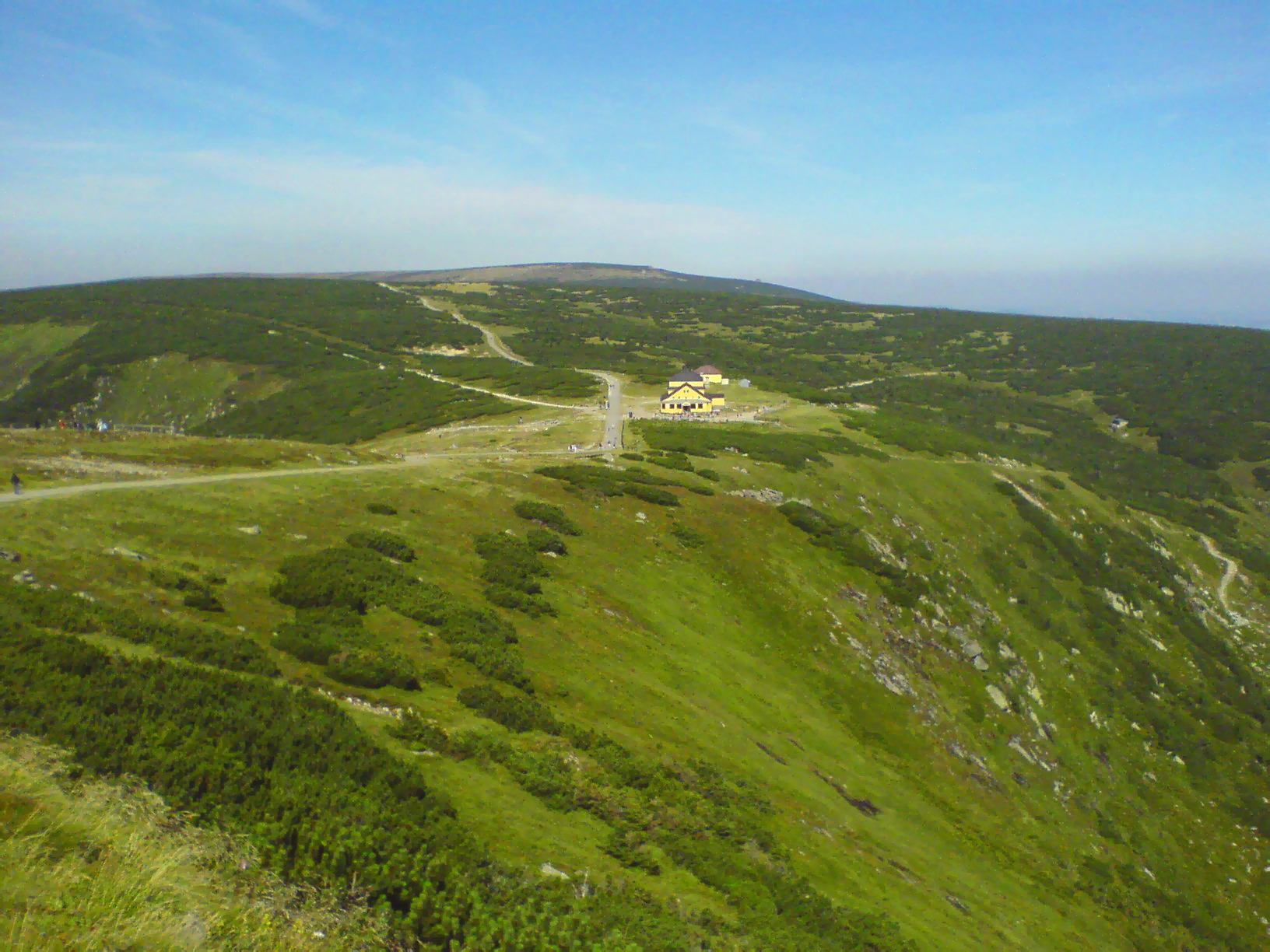
Równia pod Śnieżką widziana ze Śnieżki

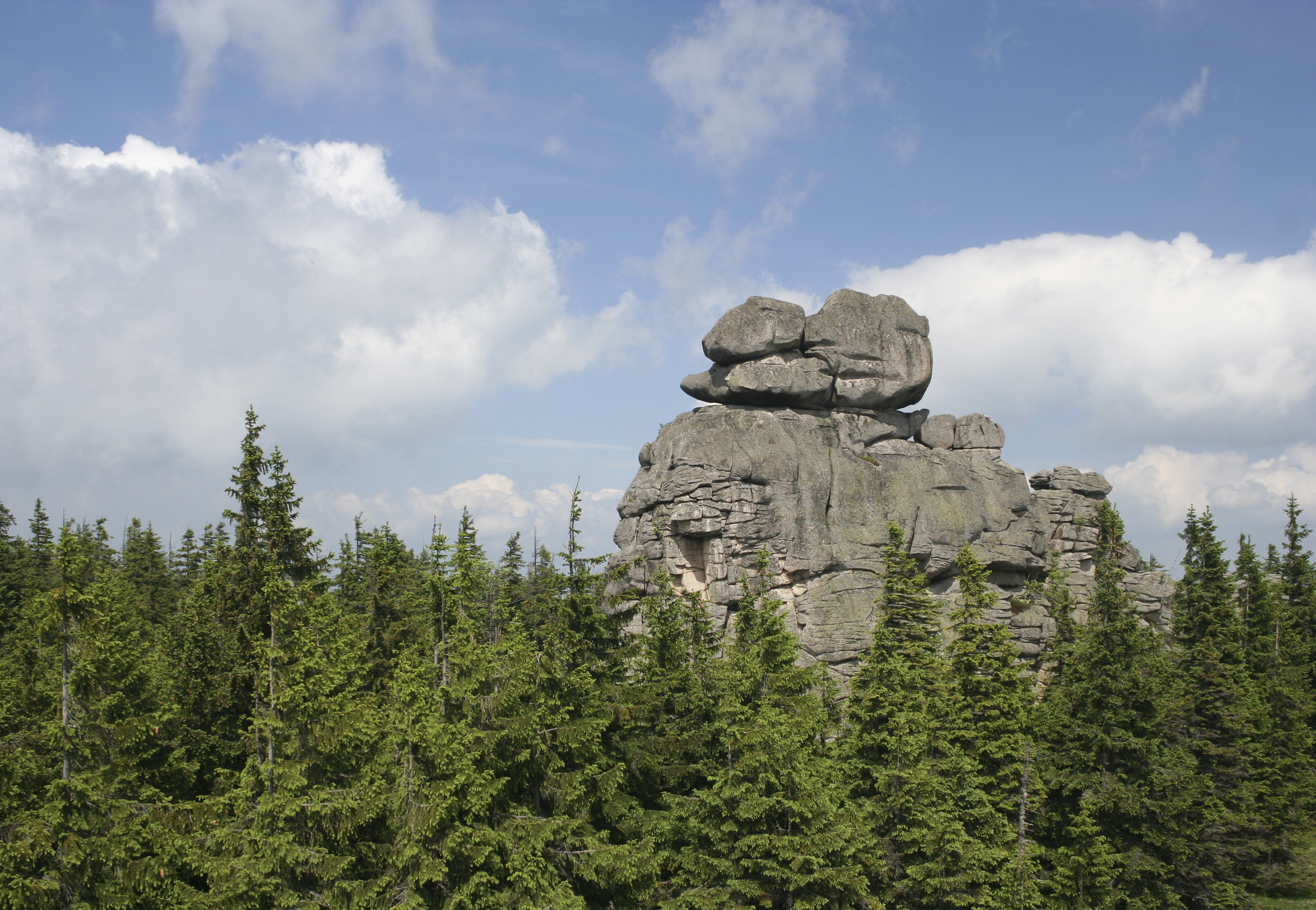
Pielgrzymy

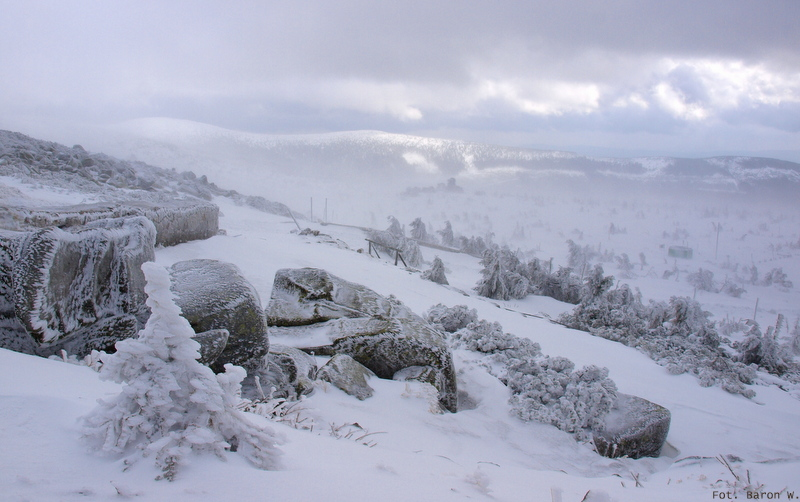
Zima w Karkonoszach

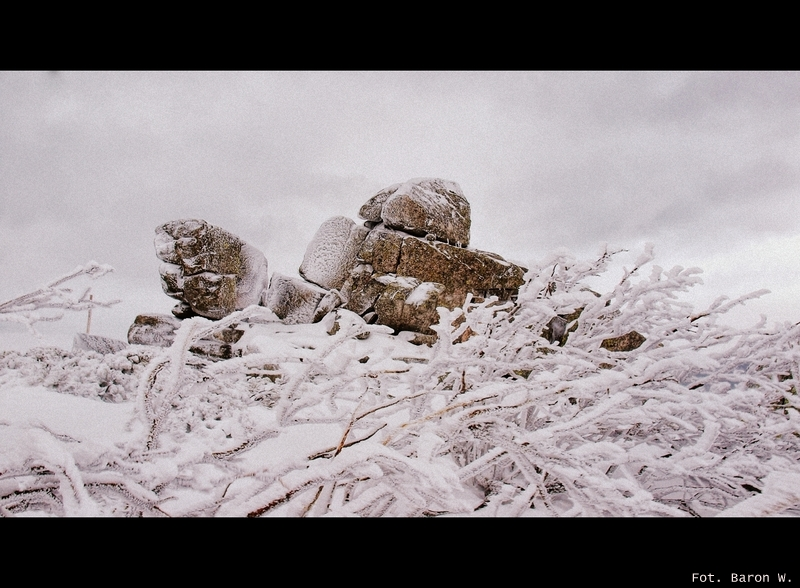
Skałki w Karkonoszach

W rzeźbie Karkonoszy wyróżnia się dwa grzbiety o przebiegu wschód-zachód oraz grzbiety południowe, tzw. „Rozsochy” o przebiegu południkowym. W północnej części leży Pogórze Karkonoskie oddzielone od Grzbietu Śląskiego Karkonoskim Padołem Śródgórskim.

### Główny Grzbiet Karkonoszy
Główny Grzbiet Karkonoszy rozciąga się od Przełęczy Szklarskiej do Przełęczy Okraj; dzieli się na Grzbiet Śląski, Grzbiet Czarny i Grzbiet Kowarski. Biegnie nim granica polsko-czeska.

### Czeski Grzbiet
Na południe od niego rozciąga się równoległy, nieco krótszy Czeski Grzbiet, przecięty w połowie długości przełomową doliną Łaby.

### Grzbiety południowe
Poprzecznie do Głównego i Czeskiego Grzbietu biegną grzbiety południowe, zwane po czesku Krkonošské rozsochy.
Są to, od zachodu: Vilémovská hornatina, Vlčí hřbet, Žalský hřbet i Černohorská hornatina, odchodzące na południe od Czeskiego Grzbietu.
Od Śnieżki (Czarny Grzbiet) odchodzi grzbiet zwany Růžohorská hornatina, oddzielony od Czeskiego Grzbietu i Černohorske hornatiny doliną Úpy.
Od Kowarskiego Grzbietu w kierunku południowym odchodzi Lasocki Grzbiet, którym również biegnie granica polsko-czeska oraz leżące na jego przedłużeniu ku południowi Rýchory.
Wszystkie grzbiety o południkowym przebiegu, poza granicznym Lasockim, leżą całkowicie w Czechach.

### Karkonoski Padół Śródgórski
Na północ od Śląskiego Grzbietu znajduje się Karkonoski Padół Śródgórski – głębokie obniżenie oddzielające go od Pogórza Karkonoskiego.

### Pogórze Karkonoskie
Pogórze Karkonoskie leży pomiędzy Karkonoskim Padołem Śródgórskim na południu i Kotliną Jeleniogórską na północy. Składa się z wielu masywów poprzecinanych przełomowymi dolinami potoków.

### Skałki
Charakterystycznym elementem karkonoskiego krajobrazu są malownicze formy skalne, zwane tu skałkami. Łącznie można wyróżnić co najmniej 150 grup skalnych i pojedynczych skałek, różnej wielkości, kształtu i wysokości sięgającej do 25 m (np. Pielgrzymy). Z racji fantastycznych kształtów i związanych z nimi legend, skałki przybrały osobliwe nazwy: Ptasie Gniazda, Skalna Brama, Owcze Skały, Końskie Łby, Twarożnik, Kukułcze Skały, Borówczane Skały, Paciorki, Bażynowe Skały, Słonecznik, Kotki, Szwedzkie Skały i in.

### Kotły polodowcowe
Ochłodzenie w plejstocenie z jednoczesnym obniżeniem granicy wiecznego śniegu do wysokości 1000–1200 m n.p.m. spowodowały powstanie w Karkonoszach lokalnego zlodowacenia górskiego. W jego następstwie na północnym stoku Karkonoszy powstało 6 kotłów lodowcowych. Poczynając od zachodu są to: 2 bliźniacze Śnieżne Kotły (Mały i Wielki), Czarny Kocioł Jagniątkowski, Kocioł Wielkiego Stawu, Kocioł Małego Stawu i Kocioł Łomniczki. Po południowej stronie występują: Labský důl, Kotelní jámy, Úpská Jáma, Studniční jámy, Modrý důl i Zelený důl.

### Nisze niwalne
Ponadto, na północnym stoku Karkonoszy, występują nisze niwalne (ich rozwój w plejstocenie determinowały płaty firnu i śniegu). Największymi, co do rozmiarów, są nisze pod Szrenicki Kocioł, Łabski Kocioł, kocioł pod Śmielcem, kocioł pod Tępym Szczytem, Kocioł Smogorni i nisza Biały Jar.

## Szczyty
W Karkonoszach znajduje się blisko 100 szczytów o wysokości przekraczającej 1000 m n.p.m.
| Lp. | Szczyt                                                  | Wysokość m n.p.m. | Kraj            |
| 1   | Śnieżka (cz. Sněžka, niem. Schneekoppe)                 | 1603              | Czechy · Polska |
| 2   | Luční hora (pol. Łączna Góra)                           | 1555              | Czechy          |
| 3   | Studniční hora (pol. Studzienna Góra)                   | 1554              | Czechy          |
| 4   | Wielki Szyszak (cz. Vysoké kolo)                        | 1509              | Czechy · Polska |
| 5   | Smogornia (cz. Stříbrný hřbet, niem. Mittagsberg)       | 1490              | Polska          |
| 6   | Vysoká pláň                                             | 1490              | Czechy          |
| 7   | Łabski Szczyt (cz. Violík lub Labský štít)              | 1472              | Czechy · Polska |
| 8   | Mały Szyszak (cz. Malý Šišák)                           | 1440              | Czechy · Polska |
| 9   | Kotel (pol. Kocioł)                                     | 1435              | Czechy          |
| 10  | Stříbrné návrší                                         | 1433              | Czechy · Polska |
| 11  | Śmielec (cz. Velky Šišak, niem. Grosse Sturmhaube)      | 1424              | Polska          |
| 12  | Zadní planina                                           | 1423              | Czechy          |
| 13  | Harrachovy kameny                                       | 1421              | Czechy          |
| 14  | Krakonoš                                                | 1421              | Czechy          |
| 15  | Czeskie Kamienie (cz. Mužské kameny)                    | 1417              | Czechy · Polska |
| 16  | Śląskie Kamienie (cz. Dívčí kameny)                     | 1413              | Czechy · Polska |
| 17  | Vrbatovo návrší                                         | 1412              | Czechy          |
| 18  | Czarna Kopa (cz. Svorová hora)                          | 1411              | Czechy · Polska |
| 19  | Zlaté návrší                                            | 1411              | Czechy          |
| 20  | Růžová hora                                             | 1396              | Czechy          |
| 21  | Kopa nad Moreną                                         | 1390              | Polska          |
| 22  | Kozí hřbety – V                                         | 1387              | Czechy          |
| 23  | Tępy Szczyt (niem. Kleines Rad)                         | 1387              | Polska          |
| 24  | Sokolnik (cz. Sokolník, niem. Tefelsteinpaltte)         | 1384              | Czechy · Polska |
| 25  | Kopa (niem. Kleine Koppe)                               | 1377              | Polska          |
| 26  | Liščí hora (pol. Lisia Góra)                            | 1363              | Czechy          |
| 27  | Szrenica (niem. Reifträger)                             | 1361              | Polska          |
| 28  | Lysá hora                                               | 1344              | Czechy          |
| 29  | Stoh                                                    | 1324              | Czechy          |
| 30  | Železný vrch                                            | 1321              | Czechy          |
| 31  | Kozí hřbety                                             | 1318              | Czechy          |
| 32  | Světlý vrch                                             | 1314              | Czechy          |
| 33  | Ptačí kámen                                             | 1310              | Czechy          |
| 34  | Černá hora (pol. Czarna Góra)                           | 1299              | Czechy          |
| 35  | Kamiennik (cz. Luboch, niem. Lubochberg)                | 1296              | Czechy · Polska |
| 36  | Skalny Stół (cz. Tabule, niem. Tafelstein)              | 1282              | Czechy · Polska |
| 37  | Czoło (niem. Kammsteig)                                 | 1269              | Czechy · Polska |
| 38  | Světlá                                                  | 1244              | Czechy          |
| 39  | Zrcadla                                                 | 1243              | Czechy          |
| 40  | Kamenec                                                 | 1238              | Czechy          |
| 41  | Zielarz                                                 | 1236              | Polska          |
| 42  | Medvědín (pol. Medwiedin)                               | 1235              | Czechy          |
| 43  | Mumlawski Wierch (cz. Mumlavská hora, niem. Mummelberg) | 1217              | Czechy · Polska |
| 44  | Ptasi Kamień (cz. Čihadlo, niem. Im Löchel)             | 1214              | Czechy · Polska |
| 45  | Plešivec                                                | 1210              | Czechy          |
| 46  | Plešivec – V                                            | 1199              | Czechy          |
| 47  | Přední planina                                          | 1198              | Czechy          |
| 48  | Zadní Plech                                             | 1210              | Czechy          |

| Lp. | Szczyt                                           | Wysokość m n.p.m. | Kraj            |
| 49  | Łysocina (cz. Lysečinská hora, niem. Kolbenberg) | 1188              | Czechy · Polska |
| 50  | Signál                                           | 1175              | Czechy          |
| 51  | Jelení hora                                      | 1171              | Czechy          |
| 52  | Krukowa                                          | 1170              | Polska          |
| 53  | Slatinná stráň                                   | 1153              | Czechy          |
| 54  | Vlčí hřeben – S                                  | 1140              | Czechy          |
| 55  | Lesní hora                                       | 1129              | Czechy          |
| 56  | Vlčí hřeben                                      | 1124              | Czechy          |
| 57  | Vlčí hřeben – J                                  | 1119              | Czechy          |
| 58  | Jakšín                                           | 1115              | Czechy          |
| 59  | Sucha Góra (niem. Dürrerberg)                    | 1113              | Polska          |
| 60  | Pěnkavčí vrch                                    | 1105              | Czechy          |
| 61  | Ostroga                                          | 1089              | Polska          |
| 62  | Garb                                             | 1087              | Polska          |
| 63  | Dlouhý hřeben                                    | 1085              | Czechy          |
| 64  | Mechovinec                                       | 1081              | Czechy          |
| 65  | Kraví hora                                       | 1071              | Czechy          |
| 66  | Przedział (niem. Scheitberg)                     | 1068              | Polska          |
| 67  | Suszyca (niem. Dürre Hübel)                      | 1061              | Polska          |
| 68  | Mrtvý vrch                                       | 1059              | Czechy          |
| 69  | Borowa Góra                                      | 1056              | Polska          |
| 70  | Hornomísečská skála                              | 1047              | Czechy          |
| 71  | Ptasiak (niem. Vogelsberg)                       | 1046              | Polska          |
| 72  | Černá skála                                      | 1042              | Czechy          |
| 73  | Wołowa Góra (niem. Ochsenberg)                   | 1040              | Polska          |
| 74  | Vlašský vrch                                     | 1038              | Czechy          |
| 75  | Dvorský les                                      | 1036              | Czechy          |
| 76  | Harrachova skála                                 | 1036              | Czechy          |
| 77  | Šeřín                                            | 1036              | Czechy          |
| 78  | Zadní Žalý                                       | 1036              | Czechy          |
| 79  | Preislerův kopec                                 | 1035              | Czechy          |
| 80  | Kozlí hřbet                                      | 1034              | Czechy          |
| 81  | Bílý vrch                                        | 1033              | Czechy          |
| 82  | Hromovka                                         | 1031              | Czechy          |
| 83  | Dlouhý hřeben – S                                | 1030              | Czechy          |
| 84  | Jelení vrch                                      | 1024              | Czechy          |
| 85  | Čertova hora (pol. Czarcia góra)                 | 1021              | Czechy          |
| 86  | Přední Žalý                                      | 1019              | Czechy          |
| 87  | Pevnost                                          | 1012              | Czechy          |
| 88  | Kutná – J                                        | 1009              | Czechy          |
| 89  | Mravenečník                                      | 1005              | Czechy          |
| 90  | Dzwonkówka                                       | 1004              | Polska          |
| 91  | Turek                                            | 1003              | Polska          |
| 92  | Janova skála                                     | 1002              | Czechy          |
| 93  | Javor                                            | 1002              | Czechy          |
| 94  | Kutná                                            | 1002              | Czechy          |
| 95  | Struhadlo                                        | 1002              | Czechy          |
| 96  | Špičák                                           | 1001              | Czechy          |
| 97  | Janova skála – SZ                                | 1000              | Czechy          |

## Przełęcze
| Lp. | Przełęcz                                | Wysokość m n.p.m. | Kraj            |
| 1   | Modré sedlo                             | 1498              | Czechy          |
| 2   | Przełęcz pod Śnieżką                    | 1394              | Czechy · Polska |
| 3   | Przełęcz pod Śmielcem                   | 1390              | Czechy · Polska |
| 4   | Czarna Przełęcz                         | 1350              | Czechy · Polska |
| 5   | Kotelské sedlo                          | 1311              | Czechy          |
| 6   | Mokra Przełęcz                          | 1291              | Czechy · Polska |
| 7   | Svinské louže                           | 1212              | Czechy          |
| 8   | Przełęcz Karkonoska (cz. Slezské sedlo) | 1198              | Czechy · Polska |
| 9   | Dołek (cz. Slezské sedlo)               | 1178              | Czechy · Polska |
| 10  | Przełęcz Sowia (cz. Soví sedlo)         | 1164              | Czechy · Polska |

| Lp. | Przełęcz                                 | Wysokość m n.p.m. | Kraj            |
| 11  | Sokol                                    | 1084              | Czechy          |
| 12  | Przełęcz Okraj                           | 1046              | Czechy · Polska |
| 13  | Rozdroże pod Przedziałem                 | 1030              | Polska          |
| 14  | Cestník                                  | 1003              | Czechy          |
| 15  | Przełęcz Szklarska                       | 886               | Polska          |
| 16  | Rovinka                                  | 851               | Czechy          |
| 17  | Przełęcz pod Czołem                      | 819               | Polska          |
| 18  | Przełęcz Kowarska                        | 727               | Polska          |
| 19  | Křížovky                                 | 722               | Czechy          |
| 20  | Przełęcz Lubawska (cz. Královecké sedlo) | 516               | Czechy          |

## Budowa geologiczna Karkonoszy

Śnieżka 1603 m n.p.m.

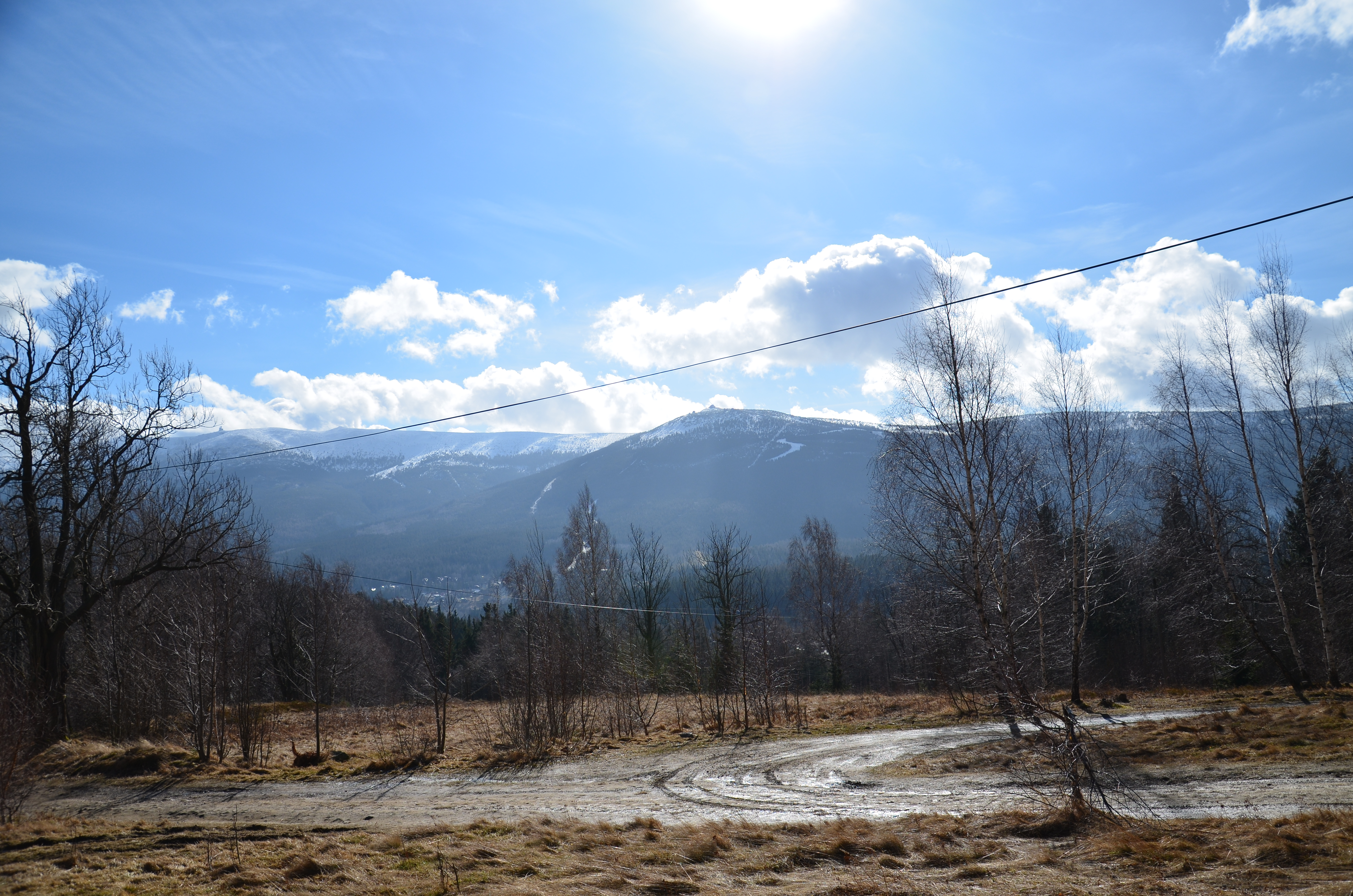
Widok na Szrenicę

Karkonosze należą do jednostki geologicznej zwanej blokiem karkonosko-izerskim. W skład bloku karkonosko-izerskiego wchodzą również Góry i Pogórze Izerskie, Kotlina Jeleniogórska oraz Rudawy Janowickie. Same Karkonosze zbudowane są ze skał masywu karkonoskiego i wschodniej osłony granitu karkonoskiego.

### Granit karkonoski

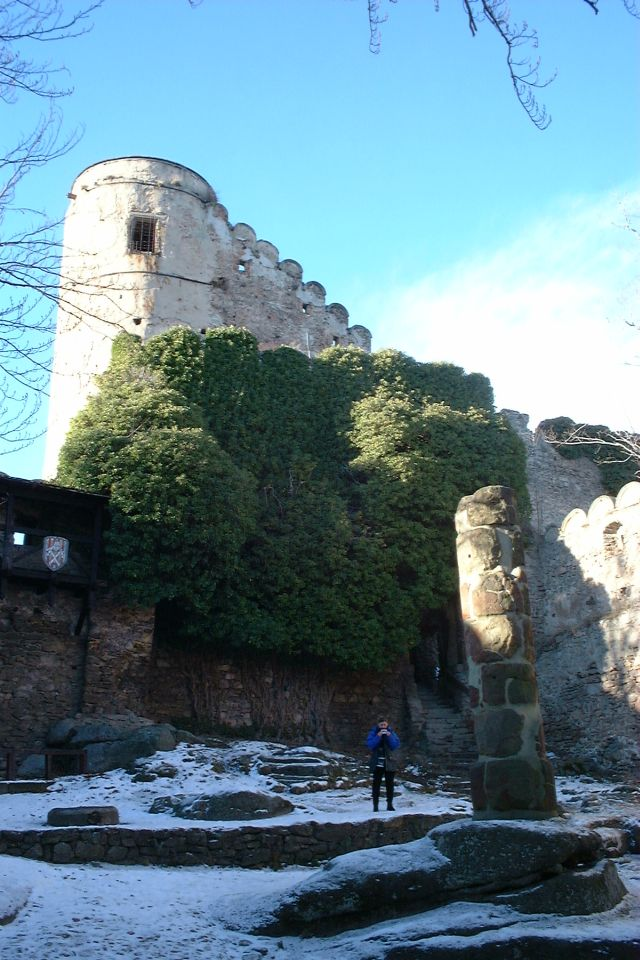
Zamek Chojnik

Pierwszy raz słowa granit, w odniesieniu do Karkonoszy, użył w 1777 Peter Simon Pallas – zoolog i botanik niemiecki. Pierwszą mapę geologiczną plutonu karkonoskiego sporządził w 1813 K.von Raumer. Duże zasługi dla tektoniki masywów granitowych położył Hans Cloos – niemiecki geolog, profesor Uniwersytetu Wrocławskiego.
Zachodnia część głównego grzbietu gór i północne pogórze jest zbudowane z granitu warycyjskiego. Łączna powierzchnia masywu wynosi ok. 650 km², z czego na terytorium Polski znajduje się niecała 1/3 – ok. 185 km². W Polsce jest on nazywany granitem karkonoskim, a w Czechach karkonosko-izerskim. Z granitu karkonoskiego zbudowane jest w całości Pogórze Karkonoskie, Karkonoski Padół Śródgórski i Śląski Grzbiet oraz północno-zachodnie fragmenty Czarnego Grzbietu, północne Kowarskiego Grzbietu i północna część Czeskiego Grzbietu. Po stronie czeskiej z granitu zbudowane są północno-zachodnie części Karkonoszy i prawie całe Góry Izerskie.

### Skały metamorficzne
Wschodnia osłona granitu karkonoskiego zbudowana jest ze skał metamorficznych proterozoicznych: gnejsów, granitów rumburskich, łupków łyszczykowych i amfibolitów oraz staropaleozoicznych – ordowickich i sylurskich: gnejsów, amfibolitów, fyllitów, zieleńców, marmurów i in. Tworzy ona południową i wschodnią część Karkonoszy – południowe fragmenty Czeskiego Grzbietu, Krkonošské rozsochy, prawie cały Czarny Grzbiet ze Śnieżką, Kowarski Grzbiet i Lasocki Grzbiet.

### Paleozoiczne serie osadowe
Południowo-wschodnie fragmenty Karkonoszy (Lasockiego Grzbietu oraz Rýchor) zbudowane są z osadowych serii skalnych należących do niecki śródsudeckiej: zlepieńców, piaskowców, mułowców i łupków ilastych.
Również niewielkie fragmenty na południowych krańcach Karkonoszy, graniczące z Podgórzem Karkonoskim zbudowane są ze skał osadowych – piaskowców i zlepieńców oraz skał wulkanicznych – porfirów, melafirów i ich tufów, pochodzących z górnego karbonu i dolnego permu.

### Bazalty
W trzeciorzędzie, prawdopodobnie w późnym oligocenie (ok. 26 mln lat temu) powstały żyły bazaltowe, przede wszystkim w Śnieżnych Kotłach, a także w kilku innych miejscach, gdzie znaleziono bloczki bazaltu.

### Osady czwartorzędowe
Najstarszymi utworami czwartorzędowymi mogą być preglacjalne żwiry, występujące na obszarze Kotliny Jeleniogórskiej i być może w dolinach potoków na Pogórzu Karkonoskim, gdzie są przykryte młodszymi osadami.
Osadami plejstoceńskimi są gliny z głazami i głazy moren czołowych, bocznych i moreny dennej, piaski i żwiry rzeczne i wodnolodowcowe, rumosze skalne i gołoborza.
W czwartorzędzie, częściowo w plejstocenie, a częściowo w holocenie powstały zwietrzeliny ziarniste („kasza granitowa”) oraz gliny zboczowe z rumoszem skalnym.
W holocenie powstały głazy i bloki piargów, żwiry, piaski i mułki rzeczne, mady, torfy i namuły torfiaste.

### Rozwój budowy geologicznej
Skały proterozoiczne i staropaleozoiczne, pierwotnie pochodzenia osadowego, wulkanicznego i magmowego, zostały razem przefałdowane i zmetamorfizowane w czasie orogenezy waryscyjskiej.
Pod koniec waryscyjskich ruchów górotwórczych, w górnym karbonie nastąpiła intruzja granitu karkonoskiego. Spowodowała ona m.in. przeobrażenie najbliżej leżących łupków w hornfelsy.
Potem nastąpił okres denudacji i erozji, trwający przez perm, całą erę mezozoiczną oraz część trzeciorzędu, który doprowadził do zniszczenia skał okrywy i odsłonięcia głębinowych granitów.
Zasadniczy masyw został ponownie wydźwignięty w czasie orogenezy alpejskiej (trzeciorzęd), ale jego poszczególne części zostały podniesione nierównomiernie, podzielone uskokami i spękaniami, częściowo wypełnionymi przez skały wylewne. Ruch ten objął Karkonosze, Góry Izerskie i Rudawy Janowickie i Góry Kaczawskie, ale Kotlina Jeleniogórska nie została podniesiona.
Po spowolnieniu alpejskich ruchów górotwórczych nastąpił okres silnej erozji, najpierw w warunkach ciepłego i wilgotnego klimatu, później klimatu peryglacjalnego.
Wyraźne przemodelowanie nastąpiło w czasie zlodowaceń i po stopieniu lądolodu i lodowców górskich. Powstały wtedy najbardziej atrakcyjne elementy rzeźby Karkonoszy, nadające niektórym ich fragmentom znamiona wysokich gór typu alpejskiego. Najbardziej charakterystycznymi śladami tego okresu są kotły polodowcowe o skalistych ścianach, u których podnóży leżą stożki usypowe i napływowe, niżej zaś osady moreny denne, czołowe i boczne, stawy i jeziora cyrkowe, średnie i wysokie torfowiska. W miejscach, gdzie dostawa śniegu była niewystarczająca, powstały nisze niwalne.
Wietrzenie w wysokogórskim, niemal polarnym, klimacie doprowadziło do powstania znamiennych wieńców gruzowych, kopców darniowych (thufurów), gruntów strukturalnych, gołoborzy, rynien gruzowych, a przede wszystkim niezliczonych skałek, którymi Karkonosze są wręcz usiane i które stanowią o ich turystycznej atrakcyjności. Następowało ono w warunkach klimatu peryglacjalnego, głównie w plejstocenie, a częściowo i obecnie (w holocenie). Na ich powierzchniach można znaleźć dobrze wykształcone kociołki wietrzeniowe, a w łożyskach rzek i potoków – marmity, czyli garnki polodowcowe, będące lejowatymi zagłębieniami w skałach koryta o średnicach oraz głębokościach dochodzących nawet do kilku metrów. Wytworzone zostały głównie w okresie polodowcowym przez wirujące w wodzie kamienie, żłobiące studzienki.

## Gleby
Na terenie Karkonoszy zróżnicowanie gleb jest wypadkową oddziaływania skał macierzystych, roślin, zwierząt, klimatu, wód powierzchniowych, ukształtowania terenu i działalności gospodarczej człowieka. Występuje tu duże zróżnicowanie gleb, lecz dominującym elementem są gleby charakterystyczne dla lasów i użytków leśnych – zajmują one ponad ½ powierzchni. Można wyróżnić kilka jednostek taksonomicznych gleb: tereny bezglebowe (gołoborza), gleby inicjalne skaliste (litosole), gleby inicjalne luźne (regosole) i słabo wykształcone (rankery), gleby brunatne kwaśne, gleby płowe właściwe, gleby bielicowe, gleby gruntowo-glejowe, gleby torfowe i kompleksy gleb gruntowo-glejowo-torfowych.

## Wody

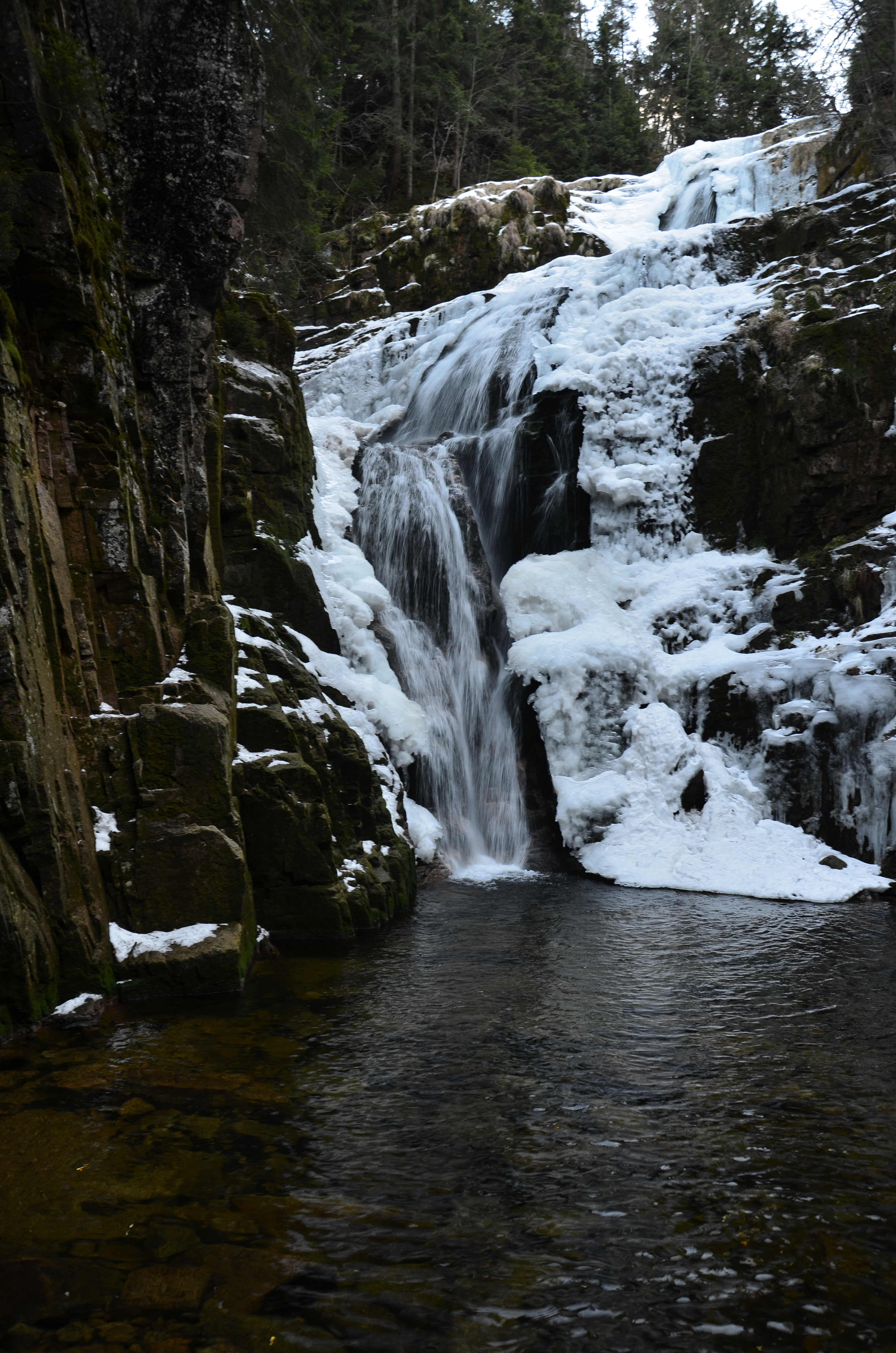
Wodospad Kamieńczyka zimą

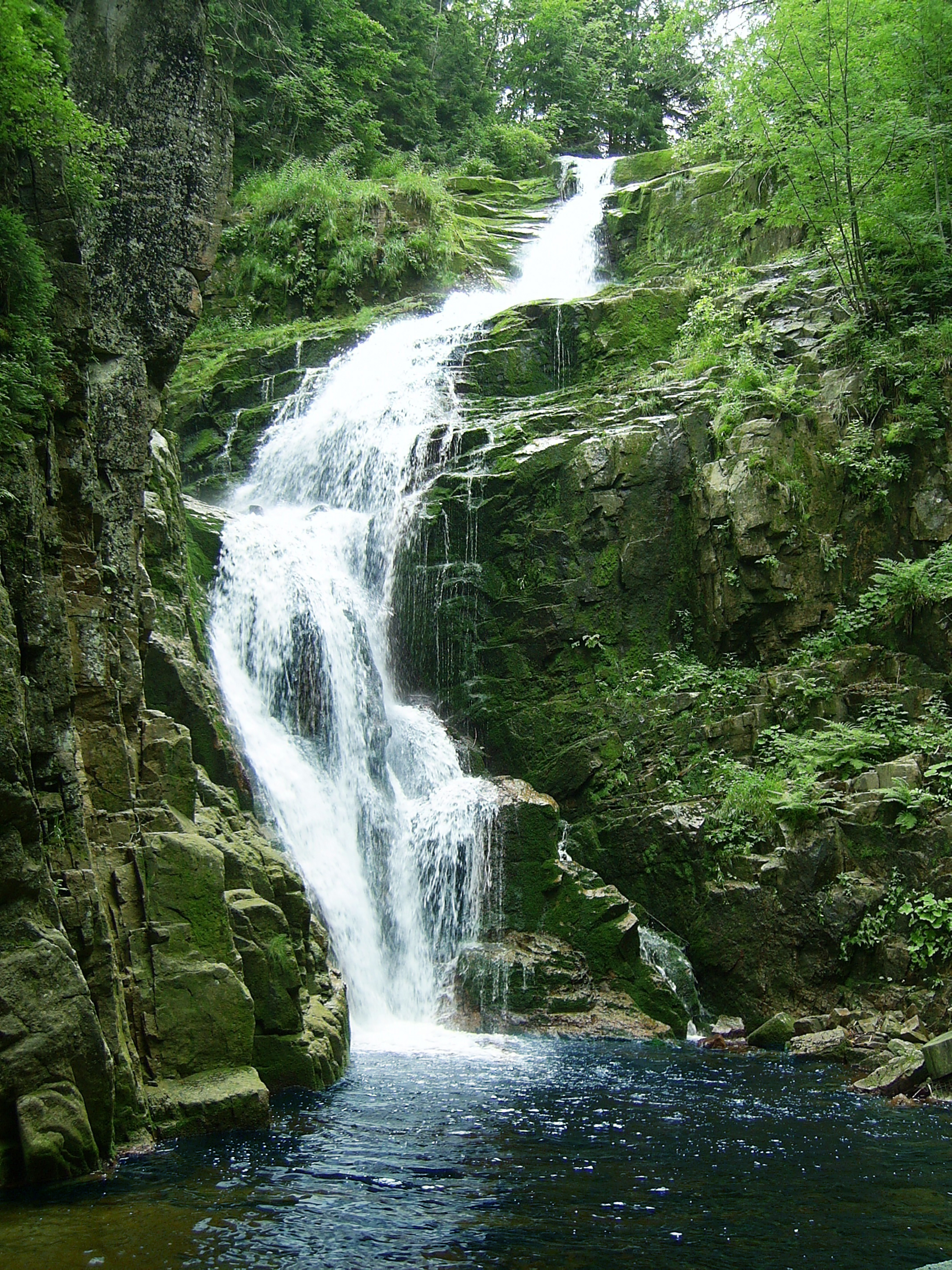
Wodospad Kamieńczyka

### Rzeki
Głównym Grzbietem i Lasockim Grzbietem przebiega dział wód między Morzem Bałtyckim a Morzem Północnym. Polska strona prawie w całości leży w dorzeczu Odry. Odwadniana jest przez Bóbr i jego dopływy: Złotną, Kamienną z Kamieńczykiem, Szklarką, Wrzosówką i innymi oraz Łomnicę z Jedlicą, Łomniczką i innymi. Czeska część, poza okolicami Žacléřa, należy do dorzecza Łaby (czes. Labe). W czeskich Karkonoszach znajdują się jej źródła. Największe dopływy Łaby, to: Mała Łaba, Úpa, Izera i Mumlava.

### Wodospady
Na wielu potokach występują wodospady, z których najbardziej znane, to: Wodospad Kamieńczyka, Wodospad Szklarki, Wodospad Podgórnej, Kaskada Myi, Wodospad Wrzosówki, Wodospady Łomniczki, Wodospad Piszczaka, a po stronie czeskiej Mumlavský vodopád, Wodospad Łaby, Wodospad Panczawy.

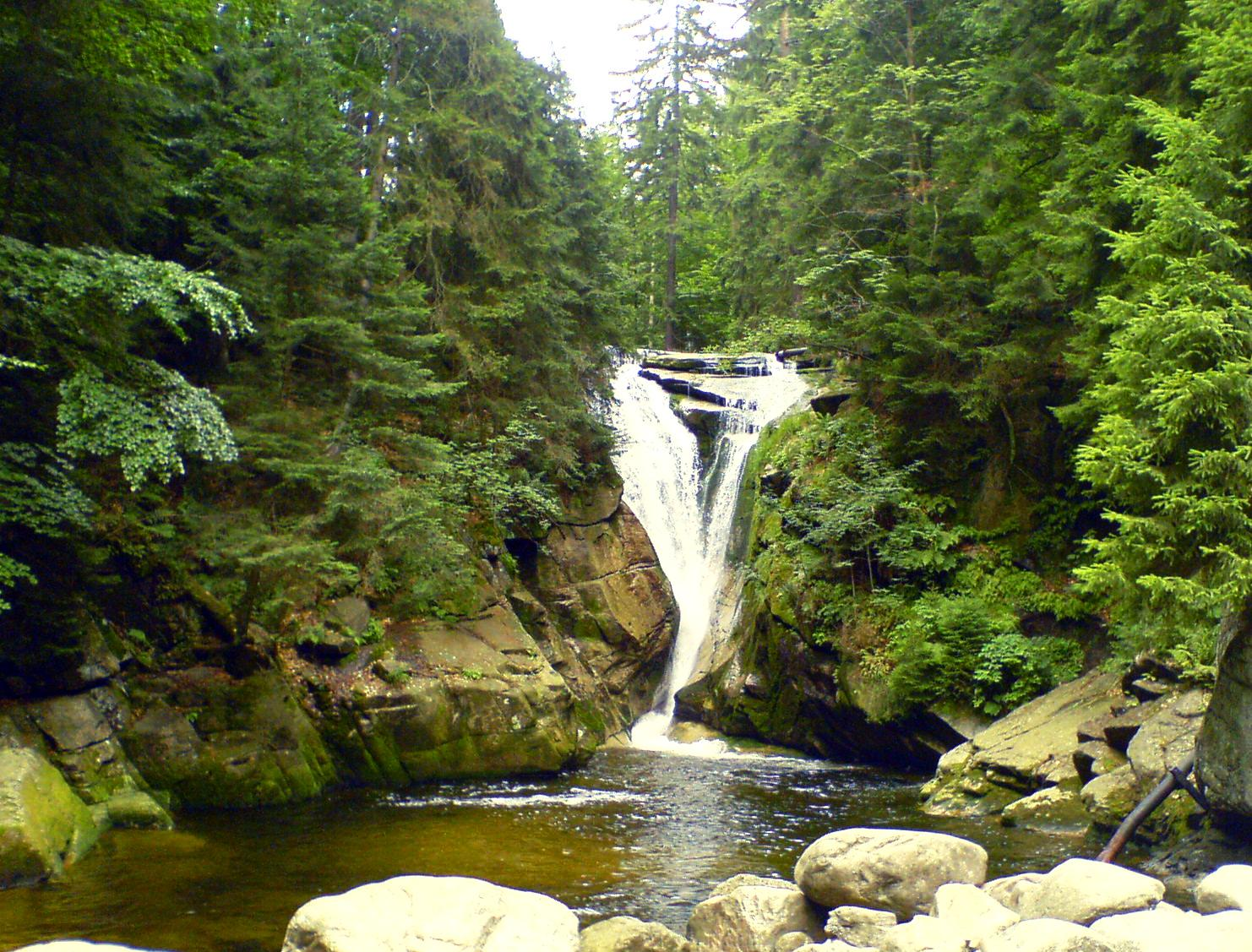
Wodospad Szklarki

### Jeziora
Po polskiej stronie znajdują się jeziora polodowcowe Wielki Staw i Mały Staw oraz niewielkie Śnieżne Stawki. Po stronie czeskiej znajduje się tylko jedno, niewielkie, jezioro polodowcowe – Mechové jezírko.

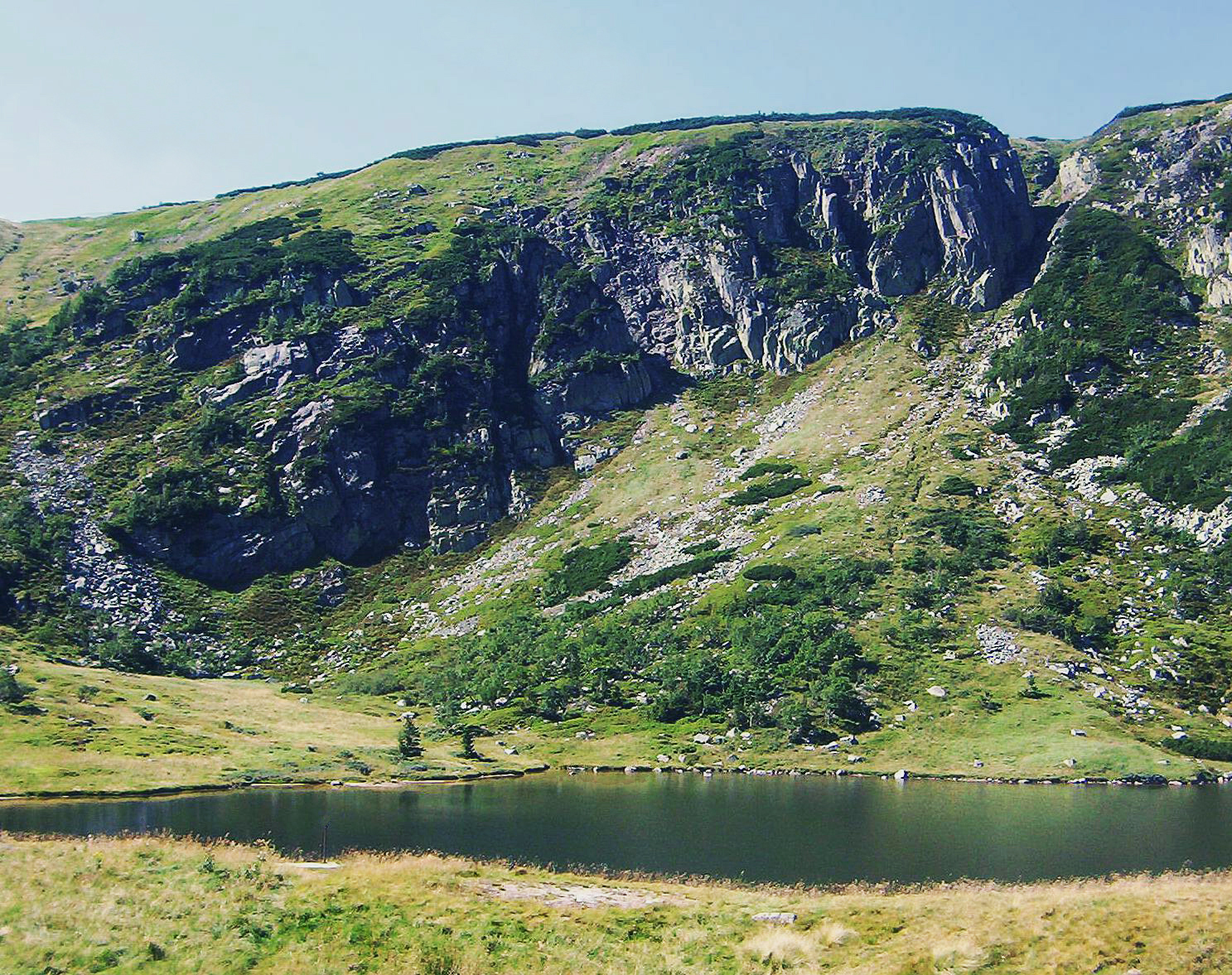
Mały Staw

## Torfowiska
Torfowiska są dość liczne w Karkonoszach, tylko w polskiej części zajmują 85 ha. Większość z nich koncentruje się w strefie regla górnego i w dolnej części piętra kosodrzewiny. Są to minerotroficzne (główny typ zasilania – wody gruntowe) torfowiska stokowe o łącznej powierzchni 65 ha (dane dla polskiej części gór). Ponieważ wody gruntowe dostarczają pokaźną ilość substancji odżywczych, to zespół florystyczny jest w tych zbiornikach bogaty. Największą ilość tego typu torfowisk notuje się po polskiej stronie Karkonoszy w rejonie Mumlawskiego Wierchu, Słonecznika, Pielgrzymów i Schroniska „Odrodzenie”.
Drugą grupą torfowisk, obejmującą łącznie 20 ha po polskiej stronie gór, są torfowiska wysokie strefy subalpejskiej. Są to dość ubogie florystycznie zbiorniki ombro-minetroficzne i ombrotroficzne, a więc zasilane przede wszystkim przez opady. Występują tu m.in. rośliny reliktowe związane ze zlodowaceniami oraz turzyca patagońska, nieznana w Polsce poza tym obszarem. Największym zbiornikiem z tej grupy jest torfowisko na Równi pod Śnieżką.
Po stronie czeskiej najbardziej znane są torfowiska na północnych zboczach Černe hory, na Bíle louce oraz Łabskiej Łące.

## Flora
Chociaż szata roślinna Karkonoszy została znacznie przekształcona przez działalność człowieka, należy do najbogatszych i najcenniejszych w całych Sudetach. Góry te, mimo niewielkiej wysokości, posiadają wyraźnie ukształtowane i zróżnicowane piętra roślinne. Ze względu na ostry klimat, położone są one nawet o kilkaset metrów niżej niż w innych górach wysokich (choćby Tatrach). Przeważnie im wyższe piętro, tym lepiej zachowana jest pierwotna przyroda, ale w Karkonoszach szczytowe i grzbietowe partie są łatwo dostępne i zostały już znacznie przekształcone przez człowieka.

### Piętro podgórskie
Piętro podgórskie (do ok. 500 m n.p.m.) zostało praktycznie w całości zamienione w łąki i pola uprawne, występują tylko nieliczne zagajniki mieszane. Niewielkie partie pierwotnego typu lasów występują w okolicy Wodospadu Szklarki (bór świeży) i na Chojniku (grądy).

### Piętro regla dolnego
Piętro regla dolnego (do ok. 1000 m n.p.m.) dawniej stanowiły lasy mieszane, z przewagą buka, zaś obecnie zostały w większości zastąpione borami świerkowymi. Pierwotne fragmenty regla dolnego zachowały się w rejonie enklaw parku narodowego – w górnych partiach Chojnika i w okolicach Wodospadu Szklarki. Bardzo zróżnicowana jest roślinność łąk regla dolnego.

### Piętro regla górnego
Piętro regla górnego (do ok. 1250 m n.p.m.) stanowiły zwarte lasy świerkowe, później częściowo zastąpione świerkami sadzonymi przez człowieka, często z odmian nizinnych, a więc niedostosowanych do tutejszych warunków. Między innymi to stało się przyczyną łatwego ich zniszczenia w końcu lat 70. Tutejsze lasy, od lat narażone na kwaśne deszcze spowodowane przemysłową emisją zanieczyszczeń z licznych niemieckich, czeskich i polskich elektrowni opalanych węglem brunatnym, padły łatwą ofiarą masowo występującej wskaźnicy modrzewianeczki. Larwy tego owada zjadają młode igliwie, w wyniku czego usychają całe wyrośnięte drzewa.

### Górna granica lasu
Na górnej granicy regla świerki przyjmują postać karłowatą, kształtowaną przez wiejące tu wiatry. Towarzyszą im gatunki typowo górskie, na przykład brzoza karpacka, wierzba śląska, czy jarzębina.

### Piętro kosodrzewiny
Jeszcze wyżej (do ok. 1450 m n.p.m.) sięga piętro kosodrzewiny (piętro subalpejskie), w którym przeważają połacie tego gatunku sosny górskiej oraz ziołorośla i traworośla. Znaczne partie tej strefy pokrywają murawy bliźniczkowe, np. w rejonie Srebrnego Upłazu. Interesujące są też torfowiska wysokie z niewielkimi stawkami-oczkami.

### Piętro alpejskie
Wreszcie w najwyższym piętrze alpejskim dominują gatunki zielne (m.in., sit skucina, mietlica skalna, kostrzewa niska) i porosty naskalne (np. wzorzec geograficzny) i naziemne (np. chrobotek i płucnica). Właśnie roślinność zielna i krzewiasta jest tu gatunkowo najbogatsza i wśród niej występuje najwięcej typowo górskich, chronionych, a czasem nawet endemicznych taksonów.

### Rośliny chronione
Do roślin objętych ochroną gatunkową należą: arnika górska, sasanka alpejska, lilia złotogłów, kruszczyk szerokolistny, pierwiosnek maleńki, zawilec narcyzowy, wawrzynek wilczełyko, dzwonek karkonoski, gnidosz sudecki, skalnica darniowa bazaltowa, przytulia sudecka i.in.

## Fauna

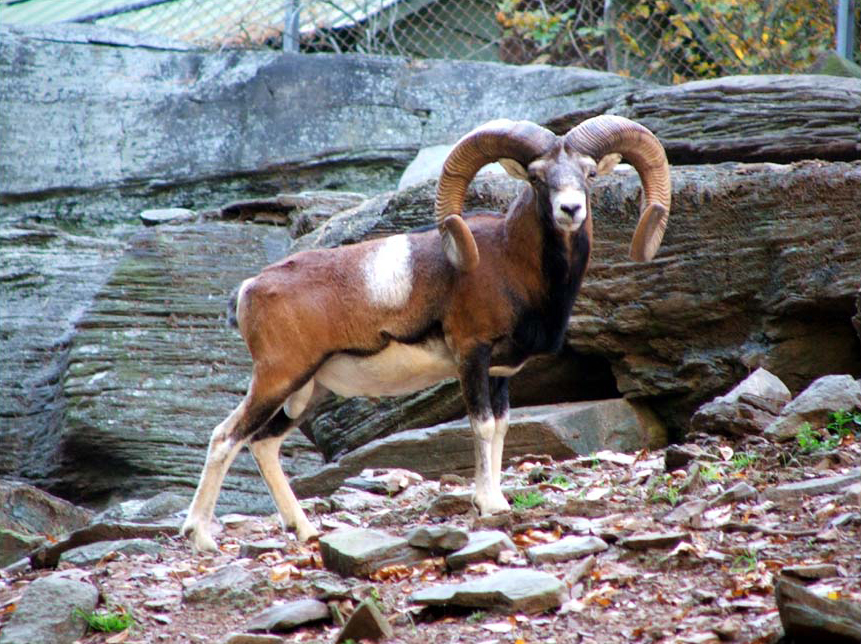
Muflon

Fauna Karkonoszy obejmuje ponad 15 tysięcy gatunków bezkręgowców i 320 gatunków kręgowców, wśród tych ostatnich najwięcej jest ptaków (około 200 gatunków, w tym 150 gniazdujących) i ssaków (blisko 60 gatunków, w tym 19 nietoperzy), płazy i gady mają po 6 gatunków, a ryby zaledwie dwa gatunki (pstrąg potokowy i głowacz białopłetwy).
Stosunkowo uboga jest fauna ślimaków, zwłaszcza po polskiej stronie. Przyczyną są monotonne warunki ekologiczne masywu. Dominują tu gatunki pospolite w okolicznych pasmach, jak również na Niżu. Jedynym reliktem glacjalnym była poczwarówka północna (Vertigo arctica), która prawdopodobnie wymarła. Południowa część Karkonoszy jest bogatsza w malakofaunę ze względu na większą różnorodność skał podłoża – występują tam skały m.in. wapienne oraz skały metamorficzne o różnym składzie, większe nasłonecznienie południowych stoków i być może z powodu większej dostępności tego obszaru po ustąpieniu lodowców i ociepleniu klimatu w holocenie.
Świat zwierzęcy Karkonoszy jest skromniejszy niż w przeszłości historycznej, a wynika to z faktu, iż od dawna Karkonosze były penetrowane przez ludzi. Po dużych drapieżnikach w wielu wypadkach pozostały już tylko nazwy, takie jak Niedźwiadki, Wilcza Poręba, Gawry. Do gatunków zanikłych na tym terenie należą m.in. żbik (zanikł w 1896), czy też niedźwiedź brunatny (ostatni okaz zginął w 1804 po północnej (obecnie polskiej) stronie głównego grzbietu, natomiast w czeskiej części nie notowany od 1726). Pojedyncze osobniki niektórych z tych gatunków sporadycznie zachodzą lub przechodzą przez okolice Karkonoszy, ale nie osiedlają się tu na trwałe (niedźwiedzia stwierdzono w latach 90. XX w.)
W ostatnim czasie w Karkonoszach pojawiły się ponownie rysie (wyginęły na przełomie XVIII i XIX wieków, a ich powrót rozpoczął się w 2006 roku) oraz wilki (wytępione w czeskich Karkonoszach w 1842, a po północnej stronie gór znacznie wcześniej, bo już w 1761). W 2017 pojawił się orzeł przedni (ostatnie gniazdowanie 1864; jeszcze w latach 30. XIX wieku gnieździł się w rejonie Śnieżnych Kotłów).
Żyje tu natomiast sporo zwierzyny płowej, niżej dzików i drobniejszych ssaków.
Oprócz gatunków, które zanikły na terenie Karkonoszy, pojawiają się i nowe dla tego obszaru zwierzęta. Część z nich migruje naturalnie, np. osiedlił się tu bielik, piżmak i wydra, a także przybyły z Azji jenot, ale większość była introdukowana przez człowieka. Z tych sztucznie sprowadzonych zwierząt szczególnie znane są muflony, zwane także owcami górskimi, sprowadzone z Korsyki i Sardynii i wypuszczone w 1899, w następnych latach, aż do 1920, populację wzbogacano nowymi zwierzętami; dziś żyje tu ponad 20 sztuk (dane z 2008).
Niepowodzeniem zakończyły się inne próby introdukcji: świstaka tatrzańskiego (1885), kozicy alpejskiej (1887), pstrąga tęczowego oraz źródlanego (obie na początku XX w.) i reintrodukcji małża perłoródki rzecznej (1965 w Śnieżnym Potoku). Od 2007 roku, a szczególnie od II dekady XXI wieku prowadzi działania mające na celu reintrodukcję motyla niepylaka apollo, który zanikł w XIX wieku.
Najlepiej obecnie przyrodniczo zachowanymi rejonami Karkonoszy są rezerwaty ścisłe oraz podnóża Lasockiego Grzbietu (doliny Złotnej i Srebrnika). W faunie Karkonoszy występują gatunki chronione i endemiczne, których największa liczba przypada na bezkręgowce.

### Ostoja ptaków IBA
Od 2002 roku BirdLife International uznaje Karkonosze za ostoję ptaków IBA oznaczoną od Czech jako CZ001. W Karkonoszach występują dwa gatunki ptaków o ograniczonym w Czechach zasięgu – siwerniak (Anthus spinoletta) oraz płochacz halny (Prunella collaris). Podczas badań w latach 1991–1994 wykazano gniazdowanie w Karkonoszach 153 gatunków ptaków. BirdLife International wymienia 14 gatunków, które zaważyły na uznaniu Karkonoszy za IBA („trigger species”). Wszystkie to gatunki najmniejszej troski. Są to: cietrzew zwyczajny (Lyrurus tetrix), bocian czarny (Ciconia nigra), pustułka zwyczajna (Falco tinnunculus), trzmielojad (Pernis apivorus), derkacz (Crex crex), gołąb siniak (Columba oenas), puchacz zwyczajny (Bubo bubo), włochatka zwyczajna (Aegolius funereus), dzięcioł czarny (Dryocopus martius), gąsiorek (Lanius collurio), drozd obrożny (Turdus torquatus), podróżniczek (Luscinia svecica), pleszka zwyczajna (Phoenicurus phoenicurus) i muchołówka mała (Ficedula parva).

## Klimat
Chociaż Karkonosze nie należą do gór wysokich, klimat w nich panujący odpowiada właśnie europejskim górom wysokim – jest znacznie ostrzejszy, niż wynikałoby to z ich wysokości. Średnia roczna temperatura za lata 1991–2000 dla Śnieżki wynosi +1,0 °C, zaś dla stacji meteorologicznej w dolnym Karpaczu (wysokość 575 m n.p.m.) wynosi +7,4 °C. Natomiast za okres 1881–1930 średnia roczna dla Śnieżki wynosiła 0,1 °C, zaś dla Karpacza dolnego 6,4 °C (pomiarów dokonywano na Śnieżce na wieży na wysokości 1618 m n.p.m., kilkanaście metrów ponad szczytem i ponad miejscem dzisiejszych pomiarów, a w Karpaczu na wysokości 600 m n.p.m.). Dla Szrenicy temperatura wynosi +1,9 °C. W skali całego XX w. obserwuje się ocieplanie klimatu Karkonoszy, dla Śnieżki w ciągu 100 lat temperatura wzrosła o 0,8 °C. 

### Opady
Roczna suma opadów za lata 1991–2000 na Śnieżce wynosi 1102 mm, jednak jest to wartość zaniżona przez wiatry, a szacowany rzeczywisty opad przekracza 1400 mm. Za ten sam okres opad roczny w dolnym Karpaczu wynosi 1042 mm.  
Znaczna część opadów to śnieg. W całych Karkonoszach maksimum opadów przypada na lipiec, a na drugim miejscu jest czerwiec w partiach niższych lub grudzień w partiach szczytowych.
W Karkonoszach, zwłaszcza w wyższych partiach, duże znaczenie ma tzw. opad poziomy, czyli woda osadzająca się w wyniku kondensacji bezpośrednio na powierzchni ziemi, skał, roślin i różnych przedmiotów w postaci rosy, a przede wszystkim w postaci stałej – szadzi i szronu. Trudno jest ocenić ilość opadu poziomego w bilansie wodnym, ale efekty w postaci szreni lub szadzi, pokrywających lodowymi igiełkami drzewa, skałki i budynki są powszechnie znane i podziwiane.

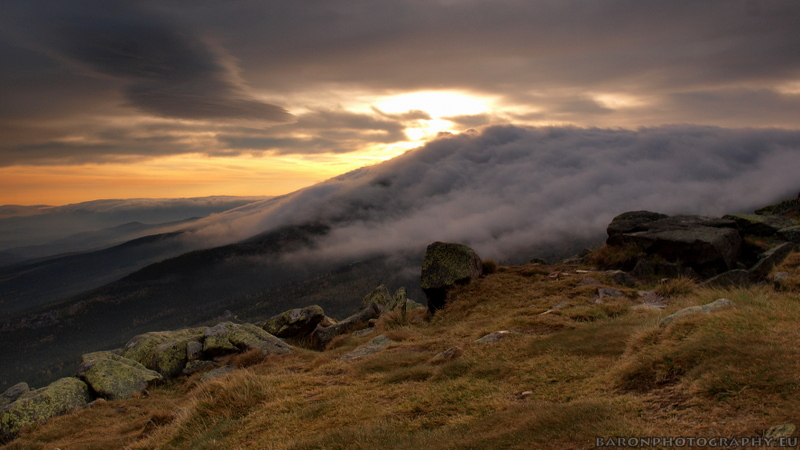
Fen w Karkonoszach

### Wiatry
Jeżeli dodać do tego częste silne wiatry (nierzadko huraganowe), zjawiska fenowe (odpowiednik halnego w Tatrach) i gwałtowne zmiany pogody, to Karkonosze mogą okazać się dla wędrowców bardzo niebezpieczne.

### Inwersja
Głównie zimą i jesienią, ale i w innych porach roku, zachodzi w Karkonoszach i Kotlinie Jeleniogórskiej zjawisko inwersji, kiedy chłodne powietrze spływa w dół, a wyżej pozostaje cieplejsze. Efektem jest „morze chmur” pokrywające Kotlinę Jeleniogórską, z którego, jak wyspy wznoszą się wyższe wzniesienia oraz otaczające ją góry, na szczytach których świeci słońce.

### Stacje meteorologiczne
Na przestrzeni ostatnich 130 lat na obszarze polskich Karkonoszy funkcjonowało, w różnych okresach, 19 stacji meteorologicznych. Obecnie obserwacje stanu pogody prowadzi 9 stacji:
| Wykaz stacji meteorologicznych |                             |                               |                                     |                 |
| Lp.                            | Lokalizacja                 | Wysokość bezwzględna m n.p.m. | Współrzędne geograficzne            | Rodzaj stacji   |
| 1                              | Śnieżka                     | 1603                          | 50°44′N 15°44′E/50,733333 15,733333 | klimatologiczna |
| 2                              | Szrenica                    | 1331                          | 50°48′N 15°31′E/50,800000 15,516667 | klimatologiczna |
| 3                              | Przełęcz Okraj              | 1046                          | 50°45′N 15°49′E/50,750000 15,816667 | opadowa         |
| 4                              | Bierutowice (Karpacz Górny) | 872                           | 50°47′N 15°44′E/50,783333 15,733333 | klimatologiczna |
| 5                              | Jakuszyce                   | 871                           | 50°49′N 15°27′E/50,816667 15,450000 | opadowa         |
| 6                              | Karpacz                     | 700                           | 50°46′N 15°45′E/50,766667 15,750000 | klimatologiczna |
| 7                              | Szklarska Poręba            | 640                           | 50°51′N 15°32′E/50,850000 15,533333 | klimatologiczna |
| 8                              | Przesieka                   | 630                           | 50°48′N 15°40′E/50,800000 15,666667 | opadowa         |
| 9                              | Jagniątków                  | 575                           | 50°50′N 15°37′E/50,833333 15,616667 | opadowa         |

### Atmosferyczne zjawiska optyczne
W Karkonoszach zanotowano następujące atmosferyczne zjawiska optyczne: miraż, widmo Brockenu oraz ognie świętego Elma.

## Parki narodowe

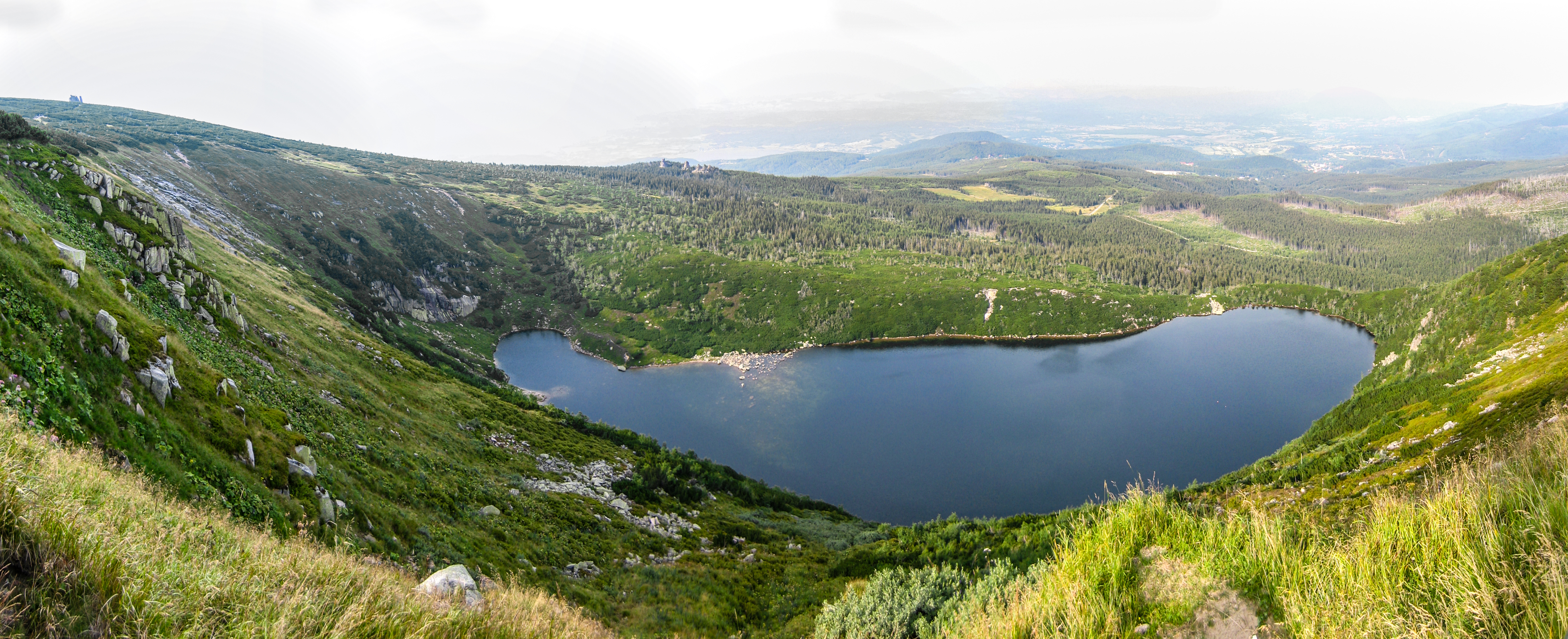
Wielki Staw

W celu ochrony najcenniejszych elementów tamtejszej przyrody utworzono 16 stycznia 1959 roku Karkonoski Park Narodowy. Po stronie czeskiej 17 maja 1963 powstał Krkonošský národní park. W roku 1992 zostały one włączone do transgranicznego rezerwatu biosfery UNESCO Karkonosze/Krkonoše.

## Historia zagospodarowania Karkonoszy
Najwcześniej na tym obszarze rozwinęło się poszukiwanie minerałów i rud oraz ich obróbka. W średniowieczu działali tu gwarkowie walońscy. Górnictwu towarzyszyło pozyskanie drzewa i powstawanie łąk na wyrębiskach, które od XVI w. zagospodarowywali pasterze. W dolinach rzecznych od późnego średniowiecza powstawały huty szkła, tzw. „huty leśne”, m.in. w Piechowicach, Szklarskiej Porębie, Harrachovie.
Po stronie czeskiej wielkie znaczenie miał w średniowieczu wyrąb lasu na potrzeby kopalni srebra w Kutnej Horze i spławianie drewna rzekami do Łaby.
Po 1648 górnictwo, poza Kowarami, nie odgrywało już większej roli, natomiast zintensyfikowało się pasterstwo.
W latach 1653–1681 zbudowano na Śnieżce katolicką kaplicę pw. św. Wawrzyńca, która stała się celem okazjonalnych wizyt wiernych, a później turystów. Dla rozwoju turystyki karkonoskiej kluczowe znaczenie miało doprowadzenie kolei do Jeleniej Góry (1867), Kowar (1882), Piechowic (1891), Karpacza (1895) i Szklarskiej Poręby (1902). W ostatniej ćwierci XIX wieku stworzono sieć znakowanych szlaków turystycznych. Zaczęły się rozwijać sporty zimowe, początkowo głównie zjazdy saniami (od 1815 z przełęczy Okraj, później i z innych miejsc), w tym saniami rogatymi i wędrówki na nartach, a później bobsleje (tory w Szklarskiej Porębie i Karpaczu, otworzono odpowiednio w 1907 i 1908) oraz skoki narciarskie (skocznia na Hali Szrenickiej z 1905 i w Karpaczu w 1909). Długotrwała stagnacja związana z II wojną światową i reżimem stalinowskim w krajach obejmujących Karkonosze zakończyła się w 1956 r. Wkrótce powstały koleje krzesełkowe w Karpaczu (1959) i Szklarskiej Porębie (1961), odpowiednio na Kopę i Szrenicę, później zaś mniejsze, ale liczne wyciągi orczykowe.
Według niektórych opinii pomimo niewątpliwej odrębności geograficznej w Karkonoszach nie wykształciły się charakterystyczne tylko dla tego regionu odrębności etnograficzne w postaci kultury ludowej, której przejawem byłyby jednolite stroje ludowe, muzyka, taniec, zwyczaje obrzędowe, budownictwo itp.. Inne opinie wskazują na istniejący tutaj w przeszłości "styl karkonoski" w budownictwie domów i zdobieniach, tradycji, a także miejscowy dialekt. Zaczął on zanikać wraz z rozwojem masowej turystyki w XIX wieku, ale w zmniejszonej formie utrzymywał się aż do 1945 roku. Współcześnie rozwój miejscowej kultury hamowany jest przez ekspansję kultury góralskiej związanej z Podhalem.

## Miejscowości w Karkonoszach i wokół nich

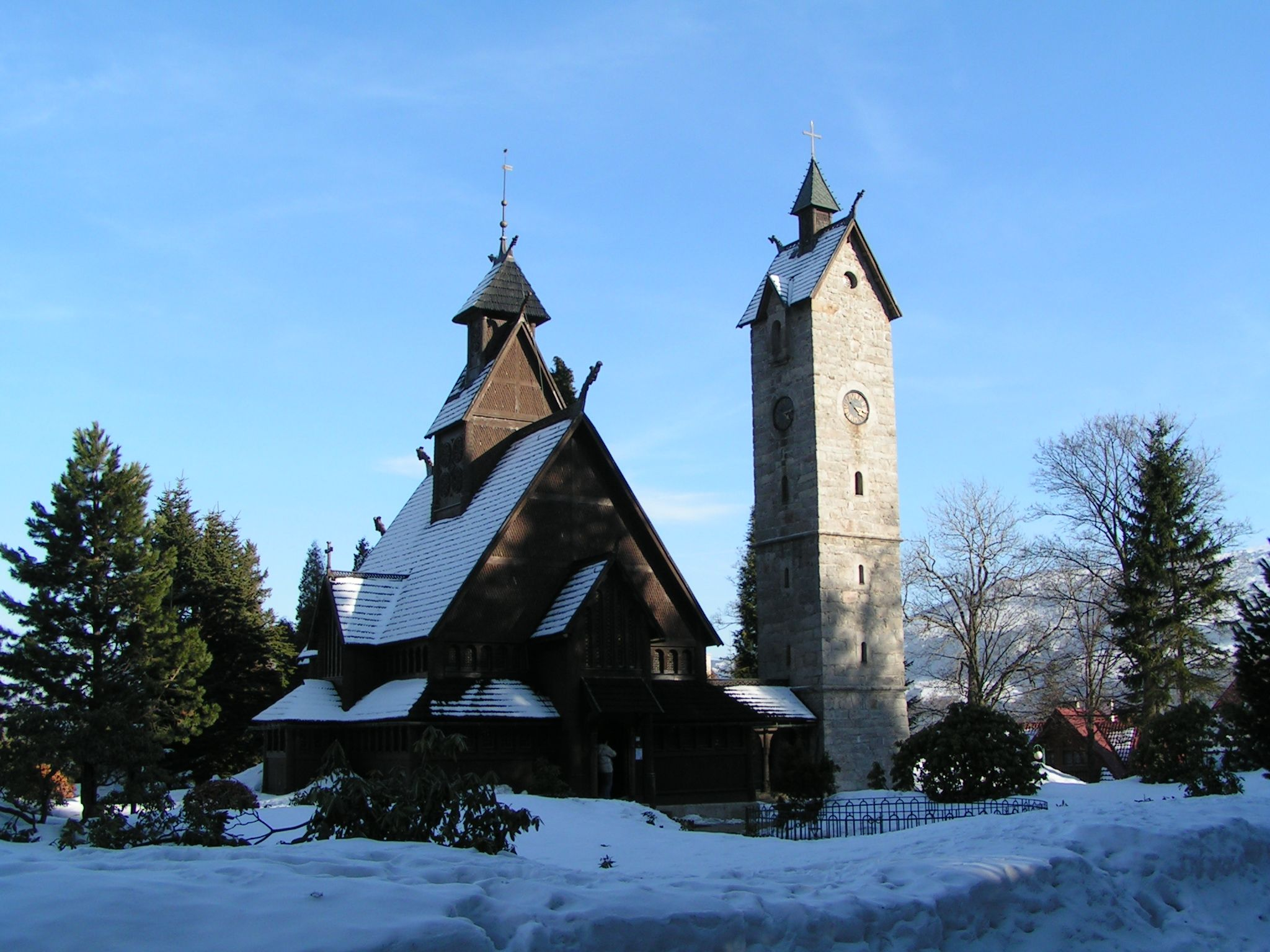
Świątynia Wang w Karpaczu

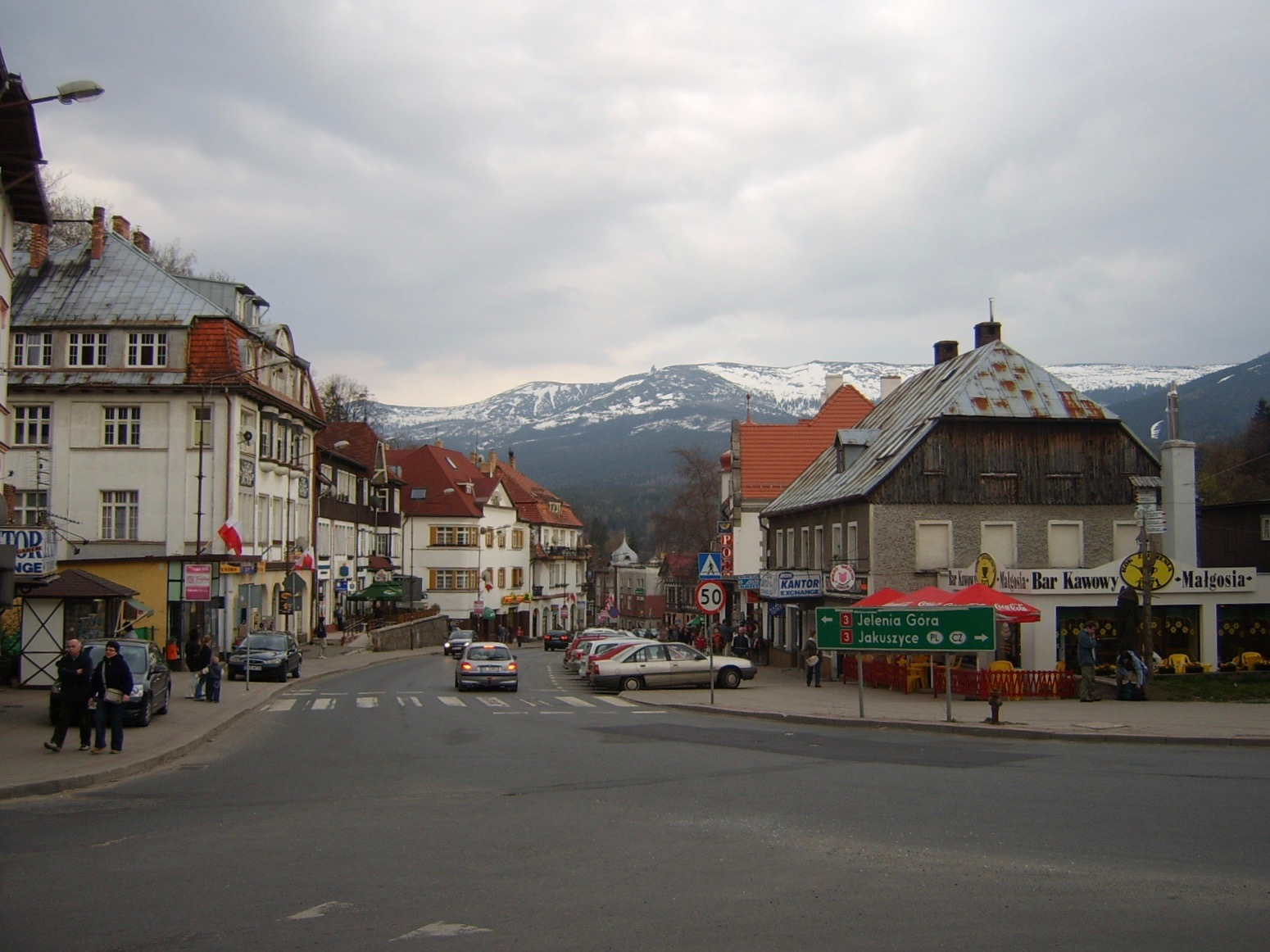
Centrum Szklarskiej Poręby

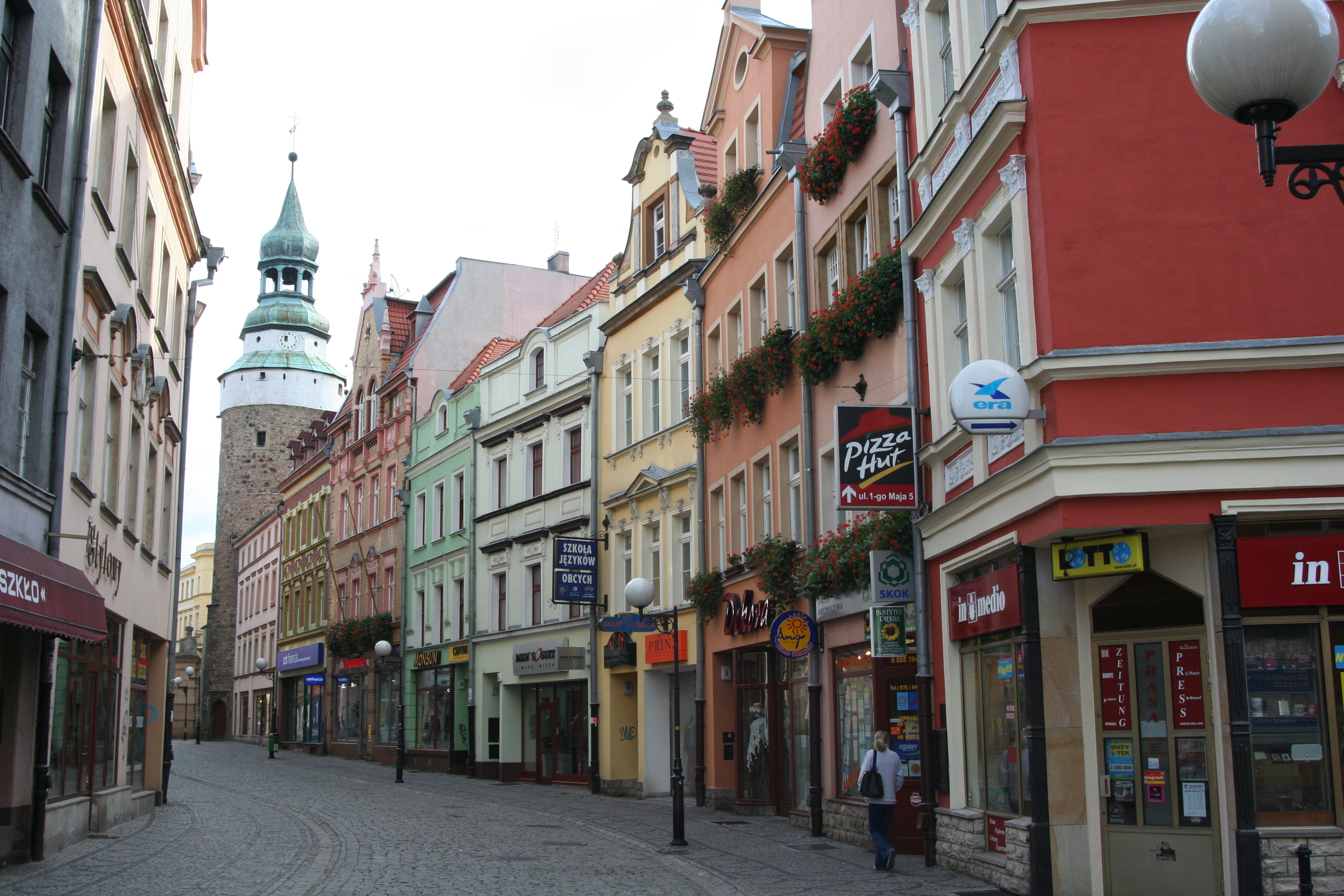
Jelenia Góra

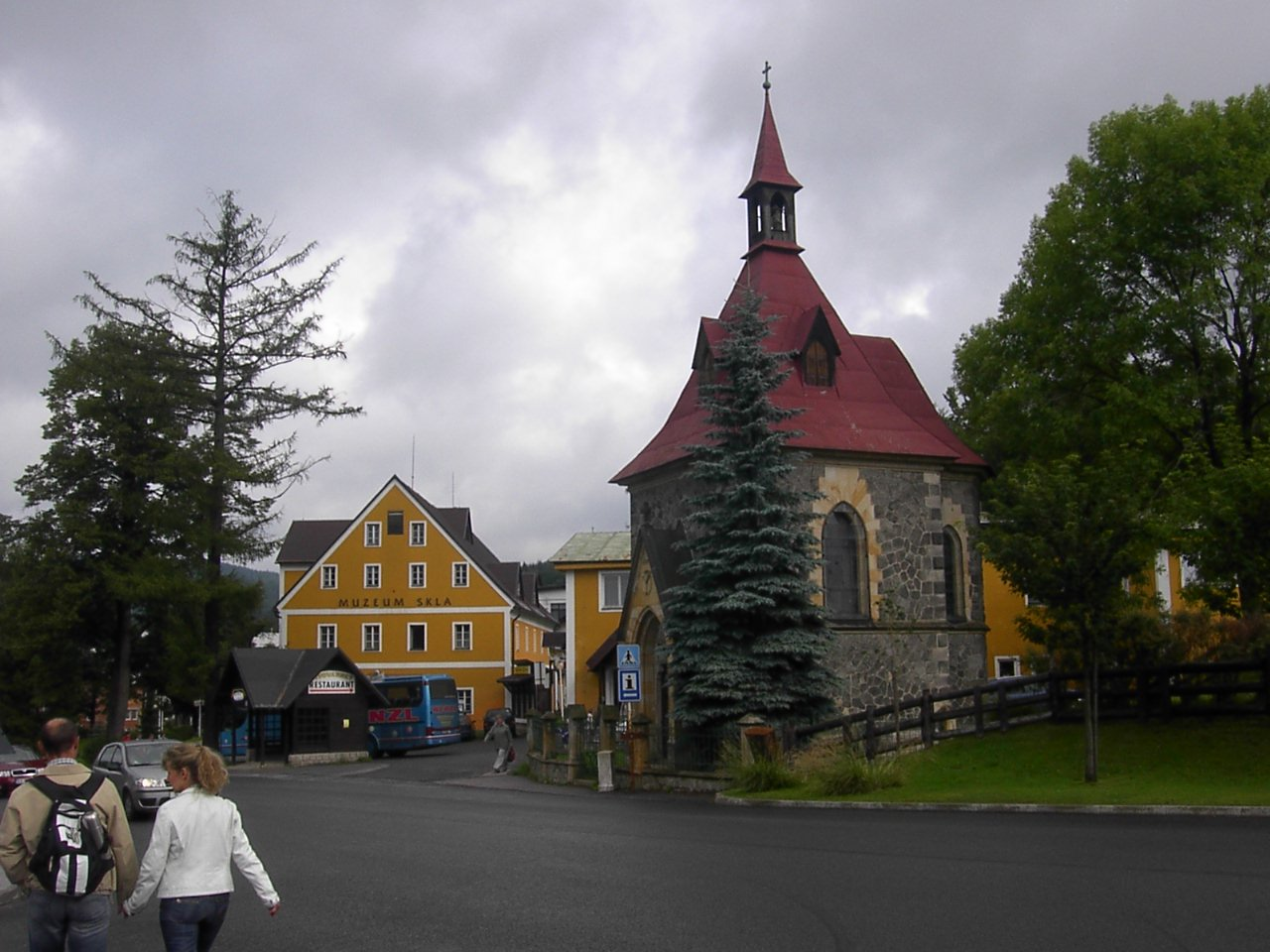
Harrachov (CZ)

| Polska |                  |
| Lp.    | Miejscowość      |
| 1      | Borowice         |
| 2      | Jelenia Góra     |
| 3      | Karpacz          |
| 4      | Kowary           |
| 5      | Miłków           |
| 6      | Niedamirów       |
| 7      | Ogorzelec        |
| 8      | Opawa            |
| 9      | Piechowice       |
| 10     | Podgórzyn        |
| 11     | Przesieka        |
| 12     | Szklarska Poręba |
| 13     | Sosnówka         |
| 14     | Ścięgny          |
| 15     | Zachełmie        |

| Czechy |                       |
| Lp.    | Miejscowość           |
| 1      | Harrachov             |
| 2      | Janské Lázně          |
| 3      | Pec pod Sněžkou       |
| 4      | Rokytnice nad Jizerou |
| 5      | Svoboda nad Úpou      |
| 6      | Szpindlerowy Młyn     |
| 7      | Trutnov               |
| 8      | Vrchlabí              |
| 9      | Žacléř                |

## Atrakcje turystyczne
Głównymi ośrodkami turystycznymi Karkonoszy są:
- Po polskiej stronie Jelenia Góra, Szklarska Poręba oraz Karpacz. Oprócz krajobrazów Karkonosze znane są z wód leczniczych i uzdrowisk (na przykład w Cieplicach Śląskich, śladów działalności górniczej np. sztolnia nieczynnej kopalni uranu w Kowarach.
- Po stronie czeskiej: Špindlerův Mlýn, Pec pod Sněžkou, Harrachov, Rokytnice nad Jizerou, Vrchlabí, Trutnov, Svoboda nad Úpou.

Najciekawsze miejsca: Śnieżka, Śnieżne Kotły, Kocioł Łomniczki, Wodospad Szklarki, Wodospad Kamieńczyka, Mały Staw, Zamek Chojnik, Kozí hřbety, Sedmídolí, źródło Łaby.

## Główne szlaki turystyczne polskiej części Karkonoszy
Przez pasmo Karkonoszy w polskiej ich części przebiegają następujące szlaki:
 Główny Szlak Sudecki: Hala Szrenicka – Przełęcz Karkonoska – Śląski Dom – Kocioł Łomniczki – Karpacz biegnący głównym grzbietem Karkonoszy
 Droga Przyjaźni Polsko-Czeskiej: Hala Szrenicka – Przełęcz Karkonoska – Śląski Dom – Śnieżka – Przełęcz Okraj, częściowo pokrywający się z poprzednim
 Ścieżka nad Reglami: Hala Szrenicka – Czarny Kocioł Jagniątkowski – Przełęcz Karkonoska – Pielgrzymy
 Wysoki Kamień – Zakręt Śmierci – Piechowice – Jagniątków – Przesieka – Borowice – Karpacz Górny – Słonecznik

## Schroniska
- Schronisko PTTK na Hali Szrenickiej
- Schronisko „Kamieńczyk”
- Schronisko PTTK „Kochanówka”
- Schronisko PTTK „Nad Łomniczką”
- Schronisko PTTK „Na Przełęczy Okraj”
- Schronisko PTTK „Odrodzenie” na Przełęczy Karkonoskiej
- Schronisko PTTK „Pod Łabskim Szczytem”
- Schronisko PTTK „Samotnia”
- Schronisko PTTK „Strzecha Akademicka”
- Schronisko PTTK „Srebrny Potok”
- Schronisko na Szrenicy
- Schronisko Górskie „Dom Śląski”
- Chatka Hutniczy Grzbiet

### Schroniska nieistniejące
- Schronisko im. Księcia Henryka
- Schronisko na Starej Polanie
- Schronisko na Śnieżce
- Schronisko „Nad Śnieżnymi Kotłami”

## Pochodzenie nazwy
Nazwa Karkonosze ma długi rodowód. Pierwsza nazwa gór pojawia się w II w. n.e. – grecki geograf Ptolemeusz, Karkonosze opisał na mapie Korkóntoi (Κορκόντοι). Następnie używane były też nazwy: Montes Niviferi (Góry Śnieżne), Gigantei (Góry Olbrzymie), bądź w języku niemieckim Schneegebirge lub Riesengebirge. W polskich opisach podróżniczych z wieków XVIII-XIX używana jest nazwa Karkonosze (Kornel Ujejski, 1847 r.) jak i Góry Olbrzymie (Wincenty Pol, 1847 r.). Prawdopodobnie nazwa wywodzi się z prastarego pierwiastka Kar, oznaczającego kamień lub górę. Czeskie źródła podają też możliwość pochodzenia oronimu od słowiańskiej zbitki: „krk„/”krak” oznaczającego kosodrzewinę (kosodřevina, kleč) lub ogólnie niskie, poskręcane, górskie zarośla (niem. krummholz) i „noš” – nosić, lub jako słowiańską nazwę utworzoną od celtyckich Korkontoi pierwotnie w formie Korkonьtji, Kьrkontjí, Kьrkonotsi a następnie Krkonoše.